# Schutzbereichgesetz
Das Schutzbereichgesetz (Langtitel: Gesetz über die Beschränkung von Grundeigentum für die militärische Verteidigung) ist ein deutsches Bundesgesetz aus dem Jahre 1956. Es beschränkt die Nutzung von Grundstücken für Zwecke der Verteidigung, insbesondere auch, um die Verpflichtungen des Bundes aus zwischenstaatlichen Verträgen über die Stationierung und Rechtsstellung von Streitkräften auswärtiger Staaten im Bundesgebiet zu erfüllen.
Mit Inkrafttreten löste es das Gesetz über die Beschränkung von Grundeigentum aus Gründen der Reichsverteidigung (Schutzbereichgesetz) vom 24. Januar 1935 ab, dem wiederum das Reichsrayongesetz von 1871 vorausgegangen war.

## Bedeutung
Das Schutzbereichgesetz dient zusammen mit dem Bundesleistungsgesetz und dem Landbeschaffungsgesetz der Versorgung der Streitkräfte mit Gütern und Leistungen im Verteidigungsfall im Rahmen des Prinzips der Gesamtverteidigung.

## Inhalt
Ein Gebiet kann durch Allgemeinverfügung des Bundesministeriums der Verteidigung zum Schutzbereich erklärt werden, wenn dies zum Schutz und zur Erhaltung der Wirksamkeit von Verteidigungsanlagen erforderlich ist (§ 1 Abs. 1, Abs. 2 SchberG, § 9 Abs. 1 SchberG). Es reicht aus, dass eine unbeschränkte Grundstücksnutzung die Wirksamkeit einer Verteidigungsanlage beeinträchtigen kann.
Der Schutzbereichsanordnung geht ein Raumordnungsverfahren voraus, an dem auch die insoweit in ihrer Planungshoheit betroffenen Gemeinden zu beteiligen sind (§ 1 Abs. 3 SchberG).
Die Anordnung ist befristet. Mindestens alle fünf Jahre muss überprüft werden, ob die Voraussetzungen der Anordnung noch vorliegen. Wird das Gebiet weiterhin für die Verteidigungsanlage benötigt, wird die Anordnung aufrechterhalten, ansonsten durch behördliche Entscheidung aufgehoben (§ 2 Abs. 4, Abs. 5 SchberG).
Die Eigentümer haben zu dulden, dass die Grundstücke innerhalb des Schutzbereichs bebaut, Wald angepflanzt oder beseitigt und die landwirtschaftliche Nutzung beschränkt wird (§ 6, § 4 SchberG). Für Vermögensnachteile erhält der Eigentümer vom Bund eine angemessene Entschädigung in Geld (§ 12 Abs. 1 Satz 1, § 16 Abs. 1 SchberG). Die Landesregierungen bestimmen die Behörden, die die Entschädigung auf Grund dieses Gesetzes festzusetzen haben (Festsetzungsbehörden), und regeln ihre Zuständigkeiten. Kommt keine gütliche Einigung zustande, wird die Entschädigung durch Bescheid festgesetzt. Dagegen ist Klage zum zuständigen Landgericht zulässig (§ 19, § 25 SchberG).
Für Grundstücke innerhalb eines Schutzbereichs kann auch der Gemeingebrauch ausgeschlossen oder eingeschränkt werden (§ 5 Abs. 1 SchberG). Außerdem ist es verboten, ein als Schutzbereich gekennzeichnetes Gebiet oder seine Anlagen ganz oder teilweise ohne Genehmigung zu fotografieren oder Zeichnungen, Skizzen oder andere bildliche Darstellungen davon anzufertigen (§ 5 Abs. 2 SchberG). Verstöße können als Ordnungswidrigkeit mit einer Geldbuße bis zu fünftausend Euro geahndet werden (§ 27 SchberG).
Die Wahrung der Sicherheit oder Ordnung in militärischen Sicherheitsbereichen durch Anwendung unmittelbaren Zwangs regelt das Gesetz über die Anwendung unmittelbaren Zwanges und die Ausübung besonderer Befugnisse durch Soldaten der Bundeswehr und verbündeter Streitkräfte sowie zivile Wachpersonen.